# Liste der Monuments historiques in La Feuillée
Die Liste der Monuments historiques in La Feuillée führt die Monuments historiques in der französischen Gemeinde La Feuillée auf.

## Liste der Bauwerke
| Bezeichnung               | Beschreibung | Standort | Kennzeichnung | Schutzstatus | Datum | Bild           |
| ------------------------- | ------------ | -------- | ------------- | ------------ | ----- | -------------- |
| Tumuli de Kerelcun        |              | (Lage)   | PA29000003    | Inscrit      | 1996  | weitere Bilder |
| Wüstung Goarem-ar-Manec’h |              | (Lage)   | PA29000004    | Inscrit      | 1996  | weitere Bilder |

## Liste der Objekte
- Monuments historiques (Objekte) in La Feuillée in der Base Palissy des französischen Kultusministeriums